# Jacques Dominique Hermann
Pour les articles homonymes, voir Hermann.
Jacques Dominique Hermann, né à Metz le 4 novembre 1764 et mort à Paris le 2 janvier 1852, est un professeur de piano allemand.

## Biographie
Hermann, se fixa à Paris en 1785, et s’y fit entendre au concert spirituel, avec le plus grand succès, dans son premier concerto. Son jeu brillant et facile le fit considérer comme un des virtuoses les plus remarquables de cette époque.
Lorsque la reine Marie-Antoinette le choisit pour lui donner des leçons, il devint, dès lors, le professeur en vogue des femmes de la cour.
Steibelt étant arrivé à Paris en 1787, une rivalité s’établit entre ces deux artistes, et chacun d’eux eut ses partisans. Le mécanisme d’exécution de Hermann, qui était celui de l’école de Bach de Berlin et de Hambourg, avait plus de correction que celui de Steibelt ; mais ce dernier, beaucoup plus remarquable par les qualités du génie, l’emportait par ses compositions et par la chaleureuse expression de son jeu.
Pendant la Révolution, et à l’époque de la vente des biens nationaux, Hermann fit des spéculations sur ce genre de propriétés, qui lui procurèrent des richesses considérables. Il acheta les propriétés du duc de Choiseul qui formaient ce qu’on appelait « le pâté des Italiens ». Dès lors, il cessa d’enseigner et de se faire entendre en public, ne cultivant plus la musique qu’en amateur jusqu’à sa mort, à un âge avancé.

## Œuvre
Les compositions de Hermann consistent en concertos, sonates, pots-pourris, etc. : 
- opus 1 : Trois sonates pour le piano forte et 'accompagnement de violon ad libitum (Leduc 1785) (BNF 39786802) Partition lire en ligne sur Gallica
- opus 1 : Six sonates pour piano seul (Imbault)
- opus 2 : Premier concerto pour piano et orchestre (chez l'auteur c. 1788) Partition lire en ligne sur Gallica
- opus 5 : Troisième concerto pour piano et orchestre (chez l'auteur/Leduc 1788) (BNF 43046970) Partition lire en ligne sur Gallica
- opus 3 : Deuxième concerto pour piano et orchestre (Naderman c. 1794) Partition lire en ligne sur Gallica
- opus 6 : Trois sonates pour le piano forte avec accompagnement de violon ad libitum (chez l'auteur/Naderman 1789) (BNF 43046978), (BNF 39786805)
- opus 7 : Trois sonates pour le piano forte avec accompagnement de violon ad libitum (Boyer) (BNF 43046979)
- opus 8 : Quatrième concerto (Naderman c. 1797) (OCLC 430469715)
- opus 9 : Premier Concerto pour harpe (Naderman/Lobry 1797) (BNF 43046967) Partition lire en ligne sur Gallica
- opus 9 : Grande sonate pour piano seul (Leduc)
- opus 10 : Deuxième concerto pour harpe (Nadermann c. 1797) Partition lire en ligne sur Gallica
- opus 10 : Duo pour piano et harpe (Leduc)
- opus 11 : Cinquième concerto (Naderman)
- La Coquette, sonate détachée (Leduc c. 1800) Partition lire en ligne sur Gallica
- Sixième concerto (Naderman)
- opus 19 : Grande sonate, op. 19 (Érard) (BNF 43046976)
- Duo à quatre mains pour le piano-forte (Érard c. 1800)
- Dix pots-pourris pour piano seul (Imbault 1800) Partition lire en ligne sur Gallica

Arrangements
- Quatuor de Pleyel, arrangé pour piano, pour la reine, par Hermann (manuscrit) (BNF 43208713)
- Trois Duos pour deux violons tirés de la Coquette et des concertos d'Hermann arrangés par François-René Gebauer (Nadermann 1797) Partition lire en ligne sur Gallica

## Discographie
- La harpe Reine : musique à la cour de Marie-Antoinette : Concerto pour harpe, opus 9 - Xavier de Maistre, harpe ; Les Arts Florissants, dir. William Christie (27-28 juin 2016, Harmonia Mundi 8902276) (OCLC 971600346)

## Sources
- Marc Honegger, « Hermann, Johann David », dans Dictionnaire de la musique : Les hommes et leurs œuvres, Éditions Bordas, coll. « Science de la Musique », 1979, XV-597 p., Tome I (A-K) (ISBN 2-04-010721-5, OCLC 79735642), p. 497.
- François-Joseph Fétis, Arthur Pougin, Biographie universelle des musiciens et bibliographie générale de la musique, t. 4, Paris, Firmin-Firmin-Didot, 1883, p. 305-6.